# Numismatiska biblioteket

Numismatiska biblioteket finns på Kungliga Myntkabinettet i Stockholm. Biblioteket är en filial till Vitterhetsakademiens bibliotek.
Numismatiska biblioteket består av cirka 600 hyllmeter böcker och tidskrifter. Bibliotekets samlingar innehåller litteratur som handlar om mynt och medaljer från hela världen, med tyngdpunkten lagd på Europa. Det mesta som skrivits inom svensk numismatik går att hitta i biblioteket, men numismatisk litteratur från de andra nordiska länderna är också väl representerad.
Förutom numismatisk litteratur finns även litteratur om svenska banker och svensk ekonomisk historia. De äldsta böckerna är från 1500-talet och bland ovanligheterna finns också en specialsamling, Lovisa Ulrikas numismatiska boksamling.